# Relaciones Austria-Reino Unido
Las relaciones entre Austria y el Reino Unido (o las relaciones entre Austria y Gran Bretaña) son relaciones exteriores entre Austria y el Reino Unido.

## Historia
Las relaciones entre el Imperio austríaco e Inglaterra se establecieron en la Edad Media, aunque las relaciones formales comenzaron solo en 1799. Las dos naciones fueron enemigas durante la Primera Guerra Mundial y la Segunda Guerra Mundial. El Reino Unido y Austria ahora tienen relaciones cálidas. 
El presidente de Austria, Franz Jonas, realizó una visita de estado al Reino Unido en mayo de 1966. En mayo de 1969, SM la Reina Isabel II del Reino Unido realizó una visita de estado a Austria.
Según el censo del Reino Unido de 2001, unas 20 000 personas nacidas en Austria vivían en el Reino Unido, lo que en realidad es una caída de alrededor del 5 % desde 1991, a pesar de esto también hay un gran pero desconocido número de personas nacidas en Gran Bretaña de ascendencia austríaca.

## Diplomacia
El embajador de Austria en el Reino Unido es Michael Zimmermann, asumió su cargo en agosto de 2018. El embajador británico en Austria es Leigh Turner, quien asumió su cargo en agosto de 2016.

## Misiones diplomáticas residentes
- Austria tiene una embajada en Londres.
- Reino Unido tiene una embajada en Viena.

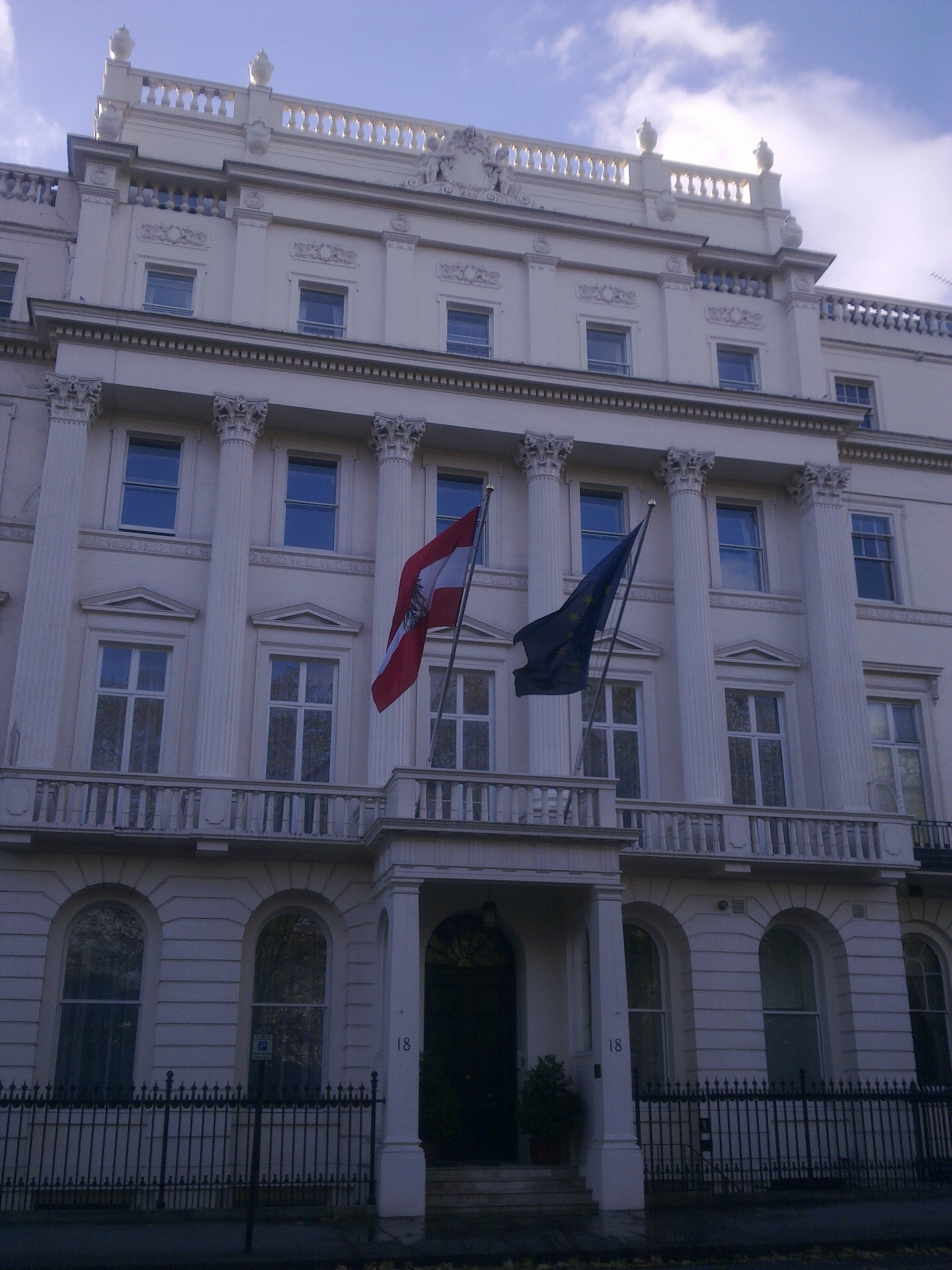
Embajada de Austria en Londres
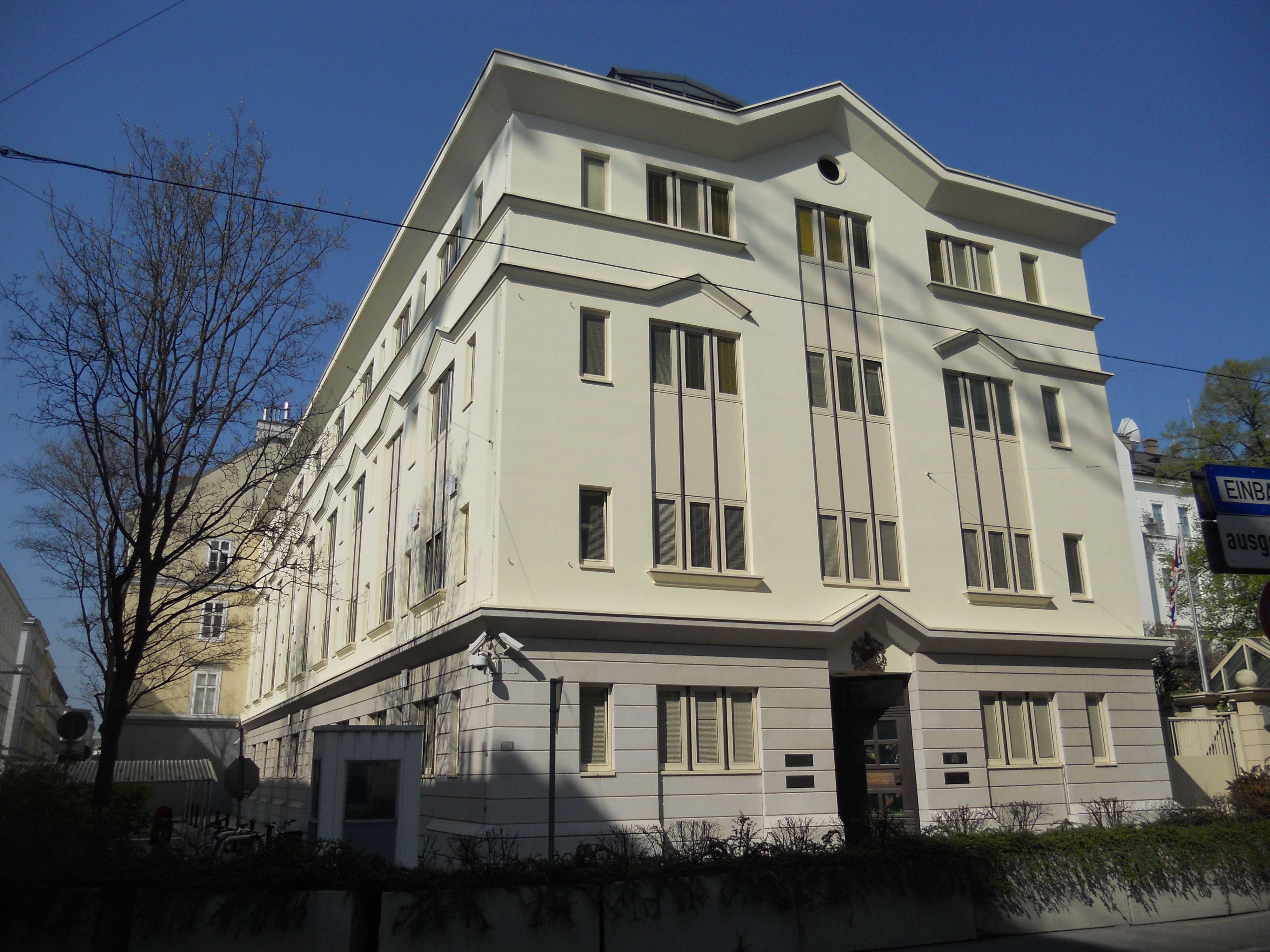
Embajada del Reino Unido en Viena